# Lista de governadores de Alagoas

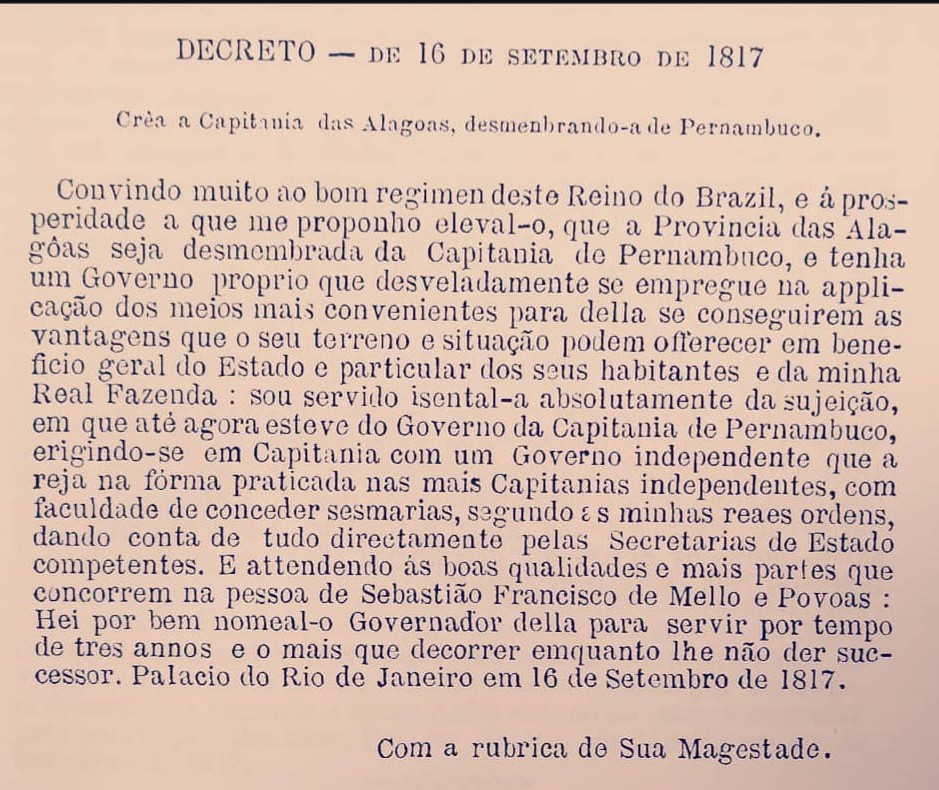
Decreto que nomeia Sebastião Francisco de Melo como primeiro governador de Alagoas em 16 de setembro de 1817.

Esta é uma lista de governadores do Estado de Alagoas, estado da República Federativa do Brasil.

## Fundação da capitania
Em 1819, os registros mostravam uma população de 111 973 pessoas. Contavam-se, então, na província, oito vilas. Alagoas já se constituíra capitania independente da de Pernambuco, criada pelo alvará de 16 de setembro de 1817. A repercussão da Revolução Pernambucana desse ano contribuiu para facilitar o processo de emancipação. O ouvidor Batalha foi o principal mentor da gente alagoana. Aproveitando-se da situação e infringindo as próprias leis régias, desmembrou a comarca da jurisdição de Pernambuco e nela constituiu um governo provisório. Esses atos foram suficientes para abrir caminhos que levaram D. João a sancionar o desmembramento. Sebastião Francisco de Melo e Póvoas, governador nomeado, só assumiu o governo a 22 de janeiro de 1819.
Acentuou-se, a partir de então, o surto de prosperidade de Alagoas. Em 17 de agosto de 1831, apareceu o Íris Alagoense, primeiro jornal publicado na província, assim considerada a partir da independência do Brasil e organização do império. É certo que os primeiros anos de independência não foram fáceis. Uma sequência de movimentos abalou a vida provincial: em 1824, a Confederação do Equador; em 1832-1835, a Cabanada; em 1844, a rebelião conhecida como Lisos e Cabeludos; em 1849, a repercussão da revolução praieira.
Após o escândalo que levou Renan Calheiros a renunciar à presidência do Senado Federal do Brasil, em 2007, seu filho, Renan Filho (PMDB), foi eleito prefeito de Murici, em outubro de 2008. O prefeito Cícero Almeida (PP), foi reeleito com 81,49% dos votos.

## Cenário político atual
Em setembro de 2008, o presidente da Assembleia Legislativa de Alagoas, Antonio Albuquerque (PT do B), foi destituído do cargo. Ele foi o principal suspeito do desvio de R$ 280 milhões do poder legislativo, investigado na Operação Taturana. Catorze deputados foram indiciados. O deputado Fernando Toledo (PSDB) assumiu a presidência da Casa. Em julho de 2009, o presidente do Supremo Tribunal Federal, ministro Gilmar Mendes, determinou que oito dos 14 deputados retornassem à Assembleia, entre eles Antonio Albuquerque.
Em outubro de 2006, Teotônio Vilela (PSDB) foi eleito governador do estado, sendo reeleito, em outubro de 2010, com 52,74% dos votos, em segundo turno, contra o seu adversário, o candidato Ronaldo Lessa (PDT), que ficou com 47,26%.
Renan Filho é eleito Governador de Alagoas em 2014, tomando posse em 1 de janeiro de 2015, em 7 de outubro de 2018, foi reeleito para um segundo mandato, renunciou em 2 de abril de 2022 para disputar o cargo para Senador.
Em 15 de maio de 2022, Paulo Dantas foi eleito para um "mantado-tampão" até 31 de dezembro de 2022, de forma indireta, através da Assembleia Legislativa de Alagoas. Em 11 de outubro de 2022, contudo, o emedebista foi alvo de uma operação do Ministério Público Federal, o que importou no seu afastamento do cargo por determinação da Ministra Laurita Vaz, do Superior Tribunal de Justiça. Assumiu o Governo do Estado de Alagoas o médico José Wanderley Neto, vice-governador eleito indiretamente pela Assembleia Legislativa.

## Governantes do período colonial (1817 — 1822)
A capitania de Alagoas foi criada em 16 de setembro de 1817, desmembrando-se da capitania de Pernambuco, cujo governador a comandou até 1819. Em 28 de fevereiro de 1821 todas as capitanias do Brasil foram renomeadas "províncias".
| Nº | Nome                                                                                          | Imagem | Início do mandato      | Fim do mandato        | Observações                                | Referências e notas |
| —  | José Inácio Borges (1770–1838)                                                                |        | 16 de setembro de 1817 | 22 de janeiro de 1819 | Como governador da Capitania de Pernambuco |                     |
| 1  | Sebastião Francisco de Melo e Póvoas (1775–1830)                                              |        | 22 de janeiro de 1819  | 31 de janeiro de 1822 |                                            |                     |
| 2  | José António Ferreira Brak-Lamy (1780–1847)                                                   |        | 31 de janeiro de 1822  | 28 de junho de 1822   | Último governador sob o domínio português  |                     |
| 3  | Caetano Maria Lopes Gama Visconde de Maranguape (presidente da junta governativa) (1795–1864) |        | 28 de junho de 1822    | 1º de outubro de 1822 |                                            |                     |

## Governantes do período imperial (1822 — 1889)
| Nº                            | Nome                                                        | Imagem | Partido                 | Início do mandato       | Fim do mandato          | Observações                                      |
| ----------------------------- | ----------------------------------------------------------- | ------ | ----------------------- | ----------------------- | ----------------------- | ------------------------------------------------ |
| Primeiro Reinado (1822-1831)  |                                                             |        |                         |                         |                         |                                                  |
| 1                             | Caetano Maria Lopes Gama Visconde de Maranguape (1795–1864) |        | Partido Nacional        | 28 de junho de 1822     | 1º de outubro de 1822   | Presidente da Junta Governativa                  |
| 2                             | José Fernandes Bulhões                                      |        | Partido Nacional        | 1º de outubro de 1822   | 12 de novembro de 1822  | Presidente da Junta Governativa                  |
| 3                             | Lourenço Accioly Canavarro                                  |        | Partido Nacional        | 12 de novembro de 1822  | 1º de janeiro de 1824   | Presidente da Junta Governativa                  |
| 4                             | Francisco de Assis Barbosa                                  |        | Partido Liberal-Radical | 1º de janeiro de 1824   | 1º de julho de 1824     | Presidente da Junta Governativa                  |
| 5                             | Eugênio Lóssio Seiblitz                                     |        | Partido Liberal-Radical | 1º de julho de 1824     | 14 de fevereiro de 1828 | Presidente Provincial nomeado por Carta imperial |
| 6                             | Cândido José de Araújo Viana                                |        | Partido Liberal-Radical | 14 de fevereiro de 1828 | 1º de janeiro de 1829   | Marquês de Sapucaí                               |
| 7                             | Manuel Antônio Galvão                                       |        | Partido Liberal-Radical | 1º de janeiro de 1829   | 4 de abril de 1830      | Desembargador                                    |
| 8                             | Caetano Montenegro Filho                                    |        | Partido Moderado        | 4 de abril de 1830      | 19 de maio de 1831      | Visconde de Vila Real da Praia Grande            |
| Período regencial (1831-1840) |                                                             |        |                         |                         |                         |                                                  |
| 9                             | Manuel de Miranda Henriques                                 |        | Partido Moderado        | 19 de maio de 1831      | 16 de novembro de 1832  | Presidente Provincial nomeado por Carta imperial |
| 10                            | Antônio Chichorro da Gama                                   |        | Partido Liberal         | 16 de novembro de 1832  | 2 de setembro de 1833   | Presidente Provincial nomeado por Carta imperial |
| 11                            | Vicente Figueiredo de Camargo                               |        | Partido Conservador     | 2 de setembro de 1833   | 14 de dezembro de 1834  | Presidente Provincial nomeado por Carta imperial |
| 12                            | José Joaquim Machado                                        |        | Partido Conservador     | 14 de dezembro de 1834  | 15 de maio de 1835      | Presidente Provincial nomeado por Carta imperial |
| 13                            | Antônio Joaquim de Moura                                    |        | Partido Liberal         | 15 de maio de 1835      | 23 de agosto de 1836    | Presidente Provincial nomeado por Carta imperial |
| 14                            | Rodrigo de Sousa Pontes                                     |        | Partido Conservador     | 23 de agosto de 1836    | 18 de abril de 1838     | Presidente Provincial nomeado por Carta imperial |
| —                             | Agostinho da Silva Neves                                    |        | Partido Liberal         | 18 de abril de 1838     | 29 de outubro de 1838   | 1° Vice-Presidente no cargo de titular           |
| —                             | José Tavares Bastos                                         |        | Liga Progressista       | 29 de outubro de 1838   | 30 de outubro de 1838   | 2° Vice-Presidente no cargo de titular           |
| 15                            | João de Sinimbu                                             |        | Partido Liberal         | 30 de outubro de 1838   | 3 de novembro de 1838   | Visconde de Sinimbu                              |
| 16                            | Agostinho da Silva Neves                                    |        | Partido Liberal         | 3 de novembro de 1838   | 10 de janeiro de 1840   | Presidente Provincial nomeado por Carta imperial |
| 17                            | João de Sinimbu                                             |        | Partido Liberal         | 10 de janeiro de 1840   | 18 de julho de 1840     | Visconde de Sinimbu                              |
| Segundo Reinado (1840-1889)   |                                                             |        |                         |                         |                         |                                                  |
| 18                            | Manuel Felizardo de Mello                                   |        | Partido Conservador     | 18 de julho de 1840     | 27 de dezembro de 1842  | Presidente Provincial nomeado por Carta imperial |
| —                             | Caetano Silvestre da Silva                                  |        | Partido Conservador     | 27 de dezembro de 1842  | 1º de março de 1843     | 1° Vice-Presidente no cargo de titular           |
| 19                            | Anselmo Francisco Peretti                                   |        | Partido Liberal         | 1º de março de 1843     | 1º de julho de 1844     | Presidente Provincial nomeado por Carta imperial |
| 20                            | Bernardo de Sousa Franco                                    |        | Partido Conservador     | 1º de julho de 1844     | 9 de dezembro de 1844   | Visconde de Sousa Franco                         |
| 21                            | Caetano Maria Lopes Gama                                    |        | Partido Conservador     | 9 de dezembro de 1844   | 16 de julho de 1845     | Visconde de Maranguape                           |
| —                             | Henrique Marques Lisboa                                     |        | Partido Conservador     | 16 de julho de 1845     | 10 de novembro de 1845  | 1° Vice-Presidente no cargo de titular           |
| 22                            | Antônio de Campos Mello                                     |        | Partido Liberal         | 10 de novembro de 1845  | 12 de agosto de 1847    | Presidente Provincial nomeado por Carta imperial |
| —                             | Félix Britto de Mello                                       |        | Partido Liberal         | 12 de agosto de 1847    | 16 de maio de 1848      | 1° Vice-Presidente no cargo de titular           |
| 23                            | João Bandeira de Mello                                      |        | Partido Conservador     | 16 de maio de 1848      | 5 de fevereiro de 1849  | Presidente Provincial nomeado por Carta imperial |
| —                             | Antônio Nunes de Aguiar                                     |        | Partido Conservador     | 5 de fevereiro de 1849  | 14 de julho de 1849     | 1° Vice-Presidente no cargo de titular           |
| 24                            | José Bento Figueiredo                                       |        | Partido Conservador     | 14 de julho de 1849     | 5 de junho de 1850      | Visconde do Bom Conselho                         |
| —                             | Manuel Sobral Pinto                                         |        | Partido Conservador     | 5 de junho de 1850      | 15 de outubro de 1850   | 1° Vice-Presidente no cargo de titular           |
| 25                            | José Bento Figueiredo                                       |        | Partido Conservador     | 15 de outubro de 1850   | 20 de junho de 1851     | Visconde do Bom Conselho                         |
| —                             | Manuel Sobral Pinto                                         |        | Partido Conservador     | 20 de junho de 1851     | 28 de dezembro de 1851  | 1° Vice-Presidente no cargo de titular           |
| 26                            | José Bento Figueiredo                                       |        | Partido Conservador     | 28 de dezembro de 1851  | 24 de abril de 1853     | Visconde do Bom Conselho                         |
| —                             | Manuel Sobral Pinto                                         |        | Partido Conservador     | 24 de abril de 1853     | 19 de outubro de 1853   | 1° Vice-Presidente no cargo de titular           |
| 27                            | José Antônio Saraiva                                        |        | Partido Liberal         | 19 de outubro de 1853   | 26 de abril de 1854     | Presidente Provincial nomeado por Carta imperial |
| —                             | Roberto Calheiros                                           |        | Partido Liberal         | 26 de abril de 1854     | 14 de outubro de 1854   | 1° Vice-Presidente no cargo de titular           |
| —                             | Antônio Coelho de Sá e Albuquerque                          |        | Partido Liberal         | 14 de outubro de 1854   | 4 de maio de 1855       | Presidente Provincial nomeado por Carta imperial |
| —                             | Roberto Calheiros                                           |        | Partido Liberal         | 4 de maio de 1855       | 7 de novembro de 1855   | 1° Vice-Presidente no cargo de titular           |
| —                             | Antônio Coelho de Sá e Albuquerque                          |        | Partido Liberal         | 7 de novembro de 1855   | 5 de março de 1856      | Presidente Provincial nomeado por Carta imperial |
| —                             |                                                             |        |                         | 5 de março de 1856      | 24 de outubro de 1856   | 2° Vice-Presidente no cargo de titular           |
|                               | Antônio Coelho de Sá e Albuquerque                          |        |                         | 24 de outubro de 1856   | 13 de abril de 1857     | Presidente Provincial nomeado por Carta imperial |
| —                             | Inácio Mendonça                                             |        | Partido Liberal         | 14 de agosto de 1857    | 10 de novembro de 1857  | 2° Vice-Presidente no cargo de titular           |
| —                             | Ângelo Tomás do Amaral                                      |        | Partido Liberal         | 10 de novembro de 1857  | 19 de fevereiro de 1858 | Presidente Provincial nomeado por Carta imperial |
| —                             | Roberto Calheiros                                           |        | Partido Liberal         | 19 de fevereiro de 1858 | 16 de abril de 1858     | 3° Vice-Presidente no cargo de titular           |
| —                             | Ângelo Tomás do Amaral                                      |        | Partido Liberal         | 16 de abril de 1858     | 19 de fevereiro de 1859 | 1° Vice-Presidente no cargo de titular           |
| —                             | Roberto Calheiros                                           |        | Partido Liberal         | 19 de fevereiro de 1859 | 16 de abril de 1859     | 3° Vice-Presidente no cargo de titular           |
| —                             | Agostinho Luís da Gama                                      |        | Partido Liberal         | 16 de abril de 1859     | 9 de junho de 1859      | 4° Vice-Presidente no cargo de titular           |
| —                             | Roberto Calheiros                                           |        | Partido Liberal         | 9 de junho de 1859      | 1º de outubro de 1859   | 3° Vice-Presidente no cargo de titular           |
| 32                            | Manuel Sousa Dantas                                         |        | Partido Liberal         | 1º de outubro de 1859   | 1º de maio de 1860      | Presidente Provincial nomeado por Carta imperial |
| 33                            | Pedro Leão Veloso                                           |        | Partido Conservador     | 1º de maio de 1860      | 15 de março de 1861     | Presidente Provincial nomeado por Carta imperial |
| 34                            | Roberto Calheiros                                           |        | Partido Liberal         | 15 de março de 1861     | 17 de abril de 1861     | Presidente Provincial nomeado por Carta imperial |
| —                             | Antônio de Sousa Carvalho                                   |        | Partido Conservador     | 17 de abril de 1861     | 15 de agosto de 1861    | 1° Vice-Presidente no cargo de titular           |
| 35                            | Roberto Calheiros                                           |        | Partido Liberal         | 15 de agosto de 1861    | 6 de dezembro de 1862   | Presidente Provincial nomeado por Carta imperial |
| —                             | Antônio de Sousa Carvalho                                   |        | Partido Conservador     | 6 de dezembro de 1862   | 15 de julho de 1863     | 1° Vice-Presidente no cargo de titular           |
| 36                            | João Marcelino Gonzaga                                      |        | Partido Conservador     | 15 de julho de 1863     | 16 de março de 1864     | Presidente Provincial nomeado por Carta imperial |
| 37                            | Roberto Calheiros                                           |        | Partido Liberal         | 16 de março de 1864     | 15 de dezembro de 1864  | Presidente Provincial nomeado por Carta imperial |
| 38                            | João Batista Campos                                         |        | Partido Conservador     | 15 de dezembro de 1864  | 31 de julho de 1865     | Visconde de Jari                                 |
| 39                            | Esperidião de Barros Pimentel                               |        | Partido Conservador     | 31 de julho de 1865     | 19 de abril de 1866     | Presidente Provincial nomeado por Carta imperial |
| —                             | Galdino Augusto da Silva                                    |        | Partido Conservador     | 19 de abril de 1866     | 30 de junho de 1866     | 1° Vice-Presidente no cargo de titular           |
| 40                            | José Martins Alencastre                                     |        | Partido Liberal         | 30 de junho de 1866     | 18 de abril de 1867     | Presidente Interino                              |
| —                             | Galdino Augusto da Silva                                    |        | Partido Conservador     | 18 de abril de 1867     | 22 de julho de 1867     | 1° Vice-Presidente no cargo de titular           |
| —                             | Benjamim Franklin da Rocha                                  |        | Partido Conservador     | 22 de julho de 1867     | 30 de julho de 1867     | 2° Vice-Presidente no cargo de titular           |
| 41                            | Tomás do Bonfim Espíndola                                   |        | Partido Conservador     | 30 de julho de 1867     | 6 de agosto de 1867     | Presidente Provincial nomeado por Carta imperial |
| —                             | João Francisco Duarte                                       |        | Partido Conservador     | 6 de agosto de 1867     | 9 de setembro de 1867   | 1° Vice-Presidente no cargo de titular           |
| —                             | Antônio Moreira de Barros                                   |        | Partido Conservador     | 9 de setembro de 1867   | 25 de maio de 1868      | 2° Vice-Presidente no cargo de titular           |
| —                             | Graciliano Pimentel                                         |        | Partido Conservador     | 25 de maio de 1868      | 27 de julho de 1868     | 3° Vice-Presidente no cargo de titular           |
| 42                            | Silvério Fernandes de Araújo                                |        | Partido Conservador     | 27 de julho de 1868     | 2 de outubro de 1868    | Presidente Provincial nomeado por Carta imperial |
| —                             | José Bento Figueiredo Jr                                    |        | Partido Conservador     | 2 de outubro de 1868    | 2 de fevereiro de 1871  | 1° Vice-Presidente no cargo de titular           |
| 43                            | Silvério Fernandes de Araújo                                |        | Partido Conservador     | 2 de fevereiro de 1871  | 28 de maio de 1871      | Presidente Provincial nomeado por Carta imperial |
| 44                            | Silvino Elvídio Carneiro                                    |        | Partido Liberal         | 28 de maio de 1871      | 22 de dezembro de 1872  | Barão de Abiaí                                   |
| 45                            | Rômulo Perez Moreno                                         |        | Partido Liberal         | 22 de dezembro de 1872  | 15 de março de 1874     | Presidente Provincial nomeado por Carta imperial |
| 46                            | João Vieira de Araújo                                       |        | Partido Liberal         | 15 de março de 1874     | 11 de março de 1875     | Presidente Provincial nomeado por Carta imperial |
| 47                            | João Tomé da Silva                                          |        | Partido Conservador     | 11 de março de 1875     | 7 de junho de 1875      | Presidente Provincial nomeado por Carta imperial |
| —                             | Caetano Cavalcanti                                          |        | Partido Conservador     | 7 de junho de 1875      | 1° de janeiro de 1876   | 1° Vice-Presidente no cargo de titular           |
| —                             | Pedro Antônio Moreira                                       |        | Partido Conservador     | 1° de janeiro de 1876   | 20 de dezembro de 1976  | 2° Vice-Presidente no cargo de titular           |
| —                             | Luís Eugênio Horta                                          |        | Partido Conservador     | 20 de dezembro de 1976  | 1° de fevereiro de 1877 | 3° Vice-Presidente no cargo de titular           |
| —                             | Pedro Antônio Moreira                                       |        | Partido Conservador     | 1° de fevereiro de 1877 | 16 de maio de 1877      | 2° Vice-Presidente no cargo de titular           |
| —                             | Antônio Passos Miranda                                      |        | Partido Conservador     | 16 de maio de 1877      | 2 de janeiro de 1878    | 4° Vice-Presidente no cargo de titular           |
| 48                            | Tomás do Bonfim Espíndola                                   |        | Partido Conservador     | 2 de janeiro de 1878    | 11 de março de 1878     | Presidente Provincial nomeado por Carta imperial |
| 49                            | Francisco Soares Brandão                                    |        | Partido Liberal         | 11 de março de 1878     | 18 de novembro de 1878  | Presidente Provincial nomeado por Carta imperial |
| —                             | José de Araújo Barros                                       |        | Partido Liberal         | 18 de novembro de 1878  | 28 de dezembro de 1878  | 1° Vice-Presidente no cargo de titular           |
| 50                            | Cincinnato Pinto da Silva                                   |        | Partido Conservador     | 28 de dezembro de 1878  | 29 de junho de 1880     | Presidente Provincial nomeado por Carta imperial |
| —                             | Hermelindo Accioly de Barros Pimentel                       |        | Partido Conservador     | 29 de junho de 1880     | 6 de julho de 1880      | 1° Vice-Presidente no cargo de titular           |
| 51                            | José Eustáquio Ferreira                                     |        | Partido Liberal         | 6 de julho de 1880      | 28 de março de 1882     | Presidente Provincial nomeado por Carta imperial |
| —                             | Augusto Pereira Franco                                      |        | Partido Liberal         | 28 de março de 1882     | 16 de março de 1882     | 1° Vice-Presidente no cargo de titular           |
| —                             | José Barbosa Torres                                         |        | Partido Liberal         | 16 de março de 1882     | 11 de junho de 1882     | 2° Vice-Presidente no cargo de titular           |
| —                             | Augusto Pereira Franco                                      |        | Partido Liberal         | 11 de junho de 1882     | 3 de novembro de 1882   | 3° Vice-Presidente no cargo de titular           |
| —                             | Carlos de Carvalho Gama                                     |        | Partido Liberal         | 3 de novembro de 1882   | 29 de outubro de 1882   | 1° Vice-Presidente no cargo de titular           |
| 52                            | Domingos Antônio Rayol                                      |        | Partido Liberal         | 29 de outubro de 1882   | 21 de dezembro de 1882  | Barão de Guajará                                 |
| 53                            | Joaquim de Mello Barreto                                    |        | Partido Liberal         | 21 de dezembro de 1882  | 5 de maio de 1883       | Presidente Provincial nomeado por Carta imperial |
| —                             | Carlos de Carvalho Gama                                     |        | Partido Liberal         | 5 de maio de 1883       | 25 de agosto de 1883    | 1° Vice-Presidente no cargo de titular           |
| 54                            | Henrique de Magalhães Salles                                |        | Partido Liberal         | 25 de agosto de 1883    | 17 de setembro de 1884  | Presidente Provincial nomeado por Carta imperial |
| —                             | Carlos de Carvalho Gama                                     |        | Partido Liberal         | 17 de setembro de 1884  | 11 de setembro de 1884  | 1° Vice-Presidente no cargo de titular           |
| —                             | José Bento Vieira de Barcellos                              |        | Partido Liberal         | 11 de setembro de 1884  | 4 de janeiro de 1885    | 2° Vice-Presidente no cargo de titular           |
| 55                            | Antônio Tibúrcio Figueira                                   |        | Partido Conservador     | 4 de janeiro de 1885    | 6 de julho de 1885      | Presidente Provincial nomeado por Carta imperial |
| 56                            | Pedro Leão Veloso Filho                                     |        | Partido Conservador     | 6 de julho de 1885      | 7 de outubro de 1885    | Presidente Provincial nomeado por Carta imperial |
| 57                            | Anfilófio Freire de Carvalho                                |        | Partido Conservador     | 7 de outubro de 1885    | 26 de março de 1886     | Presidente Provincial nomeado por Carta imperial |
| 58                            | Geminiano Brasil de Oliveira Góis                           |        | Partido Liberal         | 26 de março de 1886     | 8 de novembro de 1886   | Presidente Provincial nomeado por Carta imperial |
| 59                            | José Moreira Alves da Silva                                 |        | Partido Liberal         | 8 de novembro de 1886   | 5 de setembro de 1887   | Presidente Provincial nomeado por Carta imperial |
| 60                            | Antônio Caio da Silva Prado                                 |        | Partido Conservador     | 5 de setembro de 1887   | 16 de abril de 1888     | Presidente Provincial nomeado por Carta imperial |
| 61                            | Manuel Gomes Ribeiro                                        |        | Partido Conservador     | 16 de abril de 1888     | 10 de junho de 1888     | Barão de Traipu                                  |
| 62                            | José Cesário Monteiro de Barros                             |        | Partido Conservador     | 10 de junho de 1888     | 6 de janeiro de 1889    | Presidente Provincial nomeado por Carta imperial |
| 63                            | Aristides Augusto Milton                                    |        | Partido Liberal         | 6 de janeiro de 1889    | 29 de junho de 1889     | Presidente Provincial nomeado por Carta imperial |
| —                             | Manuel de Gusmão Lira                                       |        | Partido Liberal         | 29 de junho de 1889     | 1º de agosto de 1889    | 1° Vice-Presidente no cargo de titular           |
| 64                            | Victor Fernandes de Barros                                  |        | Partido Conservador     | 1º de agosto de 1889    | 15 de novembro de 1889  | Presidente Provincial nomeado por Carta imperial |
| 65                            | Pedro Ribeiro Moreira                                       |        | Partido Conservador     | 15 de novembro de 1889  | 17 de novembro de 1889  | Presidente Provincial nomeado por Carta imperial |

## Governantes da República (1889 —2025)
| Nº                                                    | Nome | Imagem | Partido                                          | Início do mandato       | Fim do mandato                            | Observações |
| ----------------------------------------------------- | --- | --- | ------------------------------------------------ | ----------------------- | ----------------------------------------- | --- |
| Primeira República Brasileira (1889-1930)             | | |                                                  |                         |                                           | |
| —                                                     | Junta governativa alagoana de 1889 | | —                                                | 18 de novembro de 1889  | 21 de novembro de 1889                    | Governo provisório |
| 1                                                     | Tibúrcio Valeriano de Araújo (1832–1918) | | Partido do Centro Democrático PCD                | 21 de novembro de 1889  | 2 de dezembro de 1889                     | Presidente de Estado nomeado pelo Governo Federal |
| 2                                                     | Pedro Paulino da Fonseca (1829–1902) | | Partido do Centro Democrático PCD                | 2 de dezembro de 1889   | 25 de outubro de 1890                     | Presidente de Estado nomeado pelo Governo Federal |
| —                                                     | Roberto Calheiros de Melo (1821–1895) | | Partido do Centro Democrático PCD                | 25 de outubro de 1889   | 18 de dezembro de 1889                    | Vice-presidente de Estado no cargo de titular |
| 3                                                     | Manuel de Araújo Góis (1839–1930) | | Partido do Centro Democrático PCD                | 18 de dezembro de 1890  | 12 de junho de 1891                       | Presidente de Estado nomeado pelo Governo Federal |
| 4                                                     | Pedro Paulino da Fonseca (1829–1902) | | Partido do Centro Democrático PCD                | 12 de junho de 1891     | 16 de junho de 1891                       | Presidente de Estado nomeado pelo Governo Federal |
| 5                                                     | Manuel de Araújo Góis (1839–1930) | | Partido do Centro Democrático PCD                | 16 de junho de 1891     | 23 de novembro de 1891                    | Vice-Presidente de Estado no cargo de titular |
| —                                                     | José Correia Teles (1835–1897) Manuel Ribeiro Barreto de Meneses (18??–1895) Jacinto de Assunção Pais de Mendonça Carlos Jorge Calheiros de Lima (1860–19??) | | —                                                | 23 de novembro de 1891  | 28 de novembro de 1891                    | Governo provisório |
| 6                                                     | Manuel Gomes Ribeiro Barão de Traipú (1841–1920) | | Partido do Centro Democrático PCD                | 28 de novembro de 1891  | 24 de março de 1892                       | Presidente de Estado nomeado pelo Governo Federal |
| 7                                                     | Gabino Besouro (1851–1930) | | Partido Republicano Federal PRF                  | 24 de março de 1892     | 16 de julho de 1894                       | Presidente de Estado nomeado pelo Governo Federal |
| —                                                     | Manuel Sampaio Marques (1866–1951) José Tavares da Costa Miguel Soares Palmeira Barão de Coruripe                                                            | | Partido Republicano Federal PRF                  | 16 de julho de 1894     | 17 de julho de 1894                       | Governo provisório |
| 8                                                     | Tibúrcio Valeriano da Rocha Lins (18??–1898) | | Partido Republicano Federal PRF                  | 17 de julho de 1894     | 17 de outubro de 1894                     | Presidente de Estado nomeado pelo Governo Federal |
| 9                                                     | Manuel Gomes Ribeiro Barão de Traipú (1841–1920) | | Partido Republicano Federal PRF                  | 17 de outubro de 1894   | 16 de julho de 1895                       | Presidente de Estado nomeado pelo Governo Federal |
| 10                                                    | José Vieira Peixoto (1860–1934) | | Partido Republicano Federal PRF                  | 16 de julho de 1895     | 12 de junho de 1897                       | Vice-Presidente de Estado no exercício de titular |
| 11                                                    | Manuel José Duarte (1858–1914) | | Partido Republicano Federal PRF                  | 12 de junho de 1897     | 17 de junho de 1899                       | Presidente de Estado nomeado pelo Governo Federal |
| 12                                                    | Francisco Manuel dos Santos Pacheco (1850–1926) | | Partido Republicano Federal PRF                  | 17 de junho de 1899     | 12 de junho de 1900                       | Presidente de Estado nomeado pelo Governo Federal |
| 13                                                    | Euclides Vieira Malta (1861–1944) | | Partido Republicano Federal PRF                  | 12 de junho de 1900     | 12 de junho de 1903                       | Presidente de Estado eleito em comícios populares |
| 14                                                    | Joaquim Paulo Vieira Malta (1857–1913) | | Partido Republicano Federal PRF                  | 12 de junho de 1903     | 1º de novembro de 1905                    | Presidente de Estado eleito em comícios populares |
| —                                                     | Antônio Máximo da Cunha Rego | | Partido Republicano Federal PRF                  | 1º de novembro de 1905  | 12 de junho de 1906                       | Vice-presidente no exercício de titular |
| 15                                                    | Euclides Vieira Malta (1861–1944) | | Partido Republicano Federal PRF                  | 12 de junho de 1906     | 3 de março de 1909                        | Presidente de Estado eleito em comícios populares |
| 16                                                    | José Miguel de Vasconcelos Barão de Parangaba (1829–1916) | | Partido Republicano Federal PRF                  | 3 de março de 1909      | 12 de junho de 1909                       | Presidente do Senado Estadual no cargo de titular |
| 17                                                    | Euclides Vieira Malta (1861–1944) | | Partido Republicano Federal PRF                  | 12 de junho de 1909     | 13 de março de 1912                       | Presidente do Estado eleito em comícios populares |
| 18                                                    | Macário das Chagas Rocha Lessa (1877–1928) | | Partido Republicano Federal PRF                  | 13 de março de 1912     | 12 de junho de 1912                       | Presidente da Câmara dos Deputados no cargo de titular |
| 19                                                    | Clodoaldo da Fonseca (1860–1936) | | Partido Republicano Federal PRF                  | 12 de junho de 1912     | 12 de junho de 1915                       | Presidente de Estado eleito em comícios populares |
| 20                                                    | João Batista Accioli Jr (1877–1928) | | Partido Republicano Federal PRF                  | 12 de junho de 1915     | 12 de junho de 1918                       | Presidente de Estado eleito em comícios populares |
| 21                                                    | José Fernandes de Barros Lima (1868–1938) | | Partido Republicano Federal PRF                  | 12 de junho de 1918     | 1º de março de 1921                       | Presidente de Estado eleito em comícios populares |
| —                                                     | Manuel Capitolino da Rocha Carvalho (18??–1942) | | Partido Republicano Federal PRF                  | 1º de março de 1921     | 12 de junho de 1921                       | Vice-Presidente do Estado no cargo de titular |
| —                                                     | José Fernandes de Barros Lima (1868–1938) | | Partido Republicano Federal PRF                  | 12 de junho de 1921     | 12 de junho de 1924                       | Presidente de Estado eleito em comícios populares |
| 22                                                    | Pedro da Costa Rego (1889–1954) | | Partido Republicano Federal PRF                  | 12 de junho de 1924     | 7 de junho de 1928                        | Presidente de Estado eleito em comícios populares |
| —                                                     | José Júlio Cansanção (1905–1958) | | Partido Republicano de Alagoas PR                | 7 de junho de 1928      | 12 de junho de 1928                       | Vice-Presidente de Estado no cargo de titular |
| 23                                                    | Álvaro Correia Pais (18??–1954) | | Partido Republicano de Alagoas PR                | 12 de junho de 1928     | 10 de outubro de 1930                     | Presidente de Estado eleito em comícios populares |
| Segunda e Terceira Repúblicas Brasileiras (1930-1945) | | |                                                  |                         |                                           | |
| —                                                     | Pedro Reginaldo Teixeira | | Partido Republicano de Alagoas PR                | 10 de outubro de 1930   | 14 de outubro de 1930                     | Comandante da Polícia Militar de Alagoas |
| 24                                                    | Hermilo de Freitas Melro (1880–1957) | | Partido Republicano de Alagoas PR                | 14 de outubro de 1930   | 9 de agosto de 1931                       | Interventor federal nomeado |
| 25                                                    | Luís de França Albuquerque (1883–1962) | | Partido Republicano de Alagoas PR                | 9 de agosto de 1931     | 31 de outubro de 1931                     | Interventor federal nomeado |
| 26                                                    | Tasso de Oliveira Tinoco (1897–1970) | | Partido Republicano de Alagoas PR                | 31 de outubro de 1931   | 25 de outubro de 1932                     | Interventor federal nomeado |
| 27                                                    | Luís de França Albuquerque (1883–1962) | | Partido Republicano de Alagoas PR                | 25 de outubro de 1932   | 10 de janeiro de 1933                     | Interventor federal nomeado |
| 28                                                    | Affonso de Carvalho (1897–1953) | | Partido Republicano de Alagoas PR                | 10 de janeiro de 1933   | 2 de março de 1934                        | Interventor federal nomeado |
| 29                                                    | Temístocles Vieira de Azevedo (1905–1999) | | Partido Progressista PP                          | 2 de março de 1934      | 1º de maio de 1934                        | Interventor federal nomeado |
| 30                                                    | Osman Loureiro (1895–1979) | | Partido Progressista PP                          | 1º de maio de 1934      | 26 de março de 1935                       | Interventor federal nomeado |
| 31                                                    | Edgar de Góis Monteiro (1901–1973) | | Partido Progressista PP                          | 26 de março de 1935     | 10 de maio de 1935                        | Interventor federal nomeado |
| 32                                                    | Benedito Augusto da Silva (18??–1970) | | Partido Progressista PP                          | 10 de maio de 1935      | 27 de maio de 1935                        | Interventor federal nomeado |
| 33                                                    | Osman Loureiro (1895–1979) | | Partido Progressista PP                          | 27 de maio de 1935      | 24 de novembro de 1937                    | Governador eleito pela Assembleia |
| 33                                                    | Osman Loureiro (1895–1979) | 24 de novembro de 1937 | Partido Progressista PP                          | 31 de outubro de 1940   | Interventor federal nomeado               | |
| 34                                                    | José Maria Correia das Neves (1886–1963) | | Partido Progressista PP                          | 31 de outubro de 1940   | 19 de fevereiro de 1941                   | Interventor federal nomeado |
| 35                                                    | Ismar de Góis Monteiro (1906–1990) | | Partido Social Democrático PSD                   | 19 de fevereiro de 1941 | 10 de novembro de 1945                    | Interventor federal nomeado |
| Quarta República Brasileira (1945-1964)               | | |                                                  |                         |                                           | |
| 36                                                    | Edgar de Góis Monteiro (1901–1973) | | Partido Social Democrático PSD                   | 10 de novembro de 1945  | 18 de dezembro de 1945                    | Interventor federal nomeado |
| 37                                                    | Antônio Guedes de Miranda (1886–1961) | | Partido Social Democrático PSD                   | 19 de dezembro de 1945  | 29 de março de 1947                       | Interventor federal nomeado |
| 38                                                    | Silvestre Péricles (1896–1972) | | Partido Social Democrático PSD                   | 29 de março de 1947     | 31 de janeiro de 1951                     | Governador eleito em sufrágio universal |
| 39                                                    | Arnon de Mello (1911–1983) | | União Democrática Nacional UDN                   | 31 de janeiro de 1951   | 31 de janeiro de 1956                     | Governador eleito em sufrágio universal |
| 40                                                    | Sebastião Muniz Falcão (1915–1966) | Fotografia em preto e branco do ex-governador de Alagoas, Sebastião Marinho Muniz Falcão. Ele aparece vestindo um terno escuro com uma gravata estampada de pequenos desenhos geométricos e uma camisa branca. No bolso do paletó, há um lenço dobrado de forma elegante. Muniz Falcão tem expressão séria e está olhando levemente para a direita, com o rosto iluminado por uma luz suave que destaca suas feições. Ele possui cabelos curtos e escuros, penteados para trás, e um bigode bem aparado. O fundo da imagem é liso e claro, sem distrações, o que direciona o foco totalmente para o retratado. | Partido Social Progressista PSP                  | 31 de janeiro de 1956   | 15 de setembro de 1957                    | Governador eleito em sufrágio universal |
| —                                                     | Sizenando Nabuco de Melo (1906–1989) | | Partido Social Progressista PSP                  | 15 de setembro de 1957  | 24 de janeiro de 1958                     | Vice-governador no exercício do cargo, assumiu o governo do estado devido ao impedimento do governador Muniz Falcão, decretado pela Assembléia Legislativa estadual. Permaneceu no cargo até 1958, quando Muniz Falcão foi absolvido pelo tribunal misto de desembargadores e deputados estaduais, reassumindo o governo. |
| —                                                     | Sebastião Muniz Falcão (1915–1966) | Fotografia em preto e branco do ex-governador de Alagoas, Sebastião Marinho Muniz Falcão. Ele aparece vestindo um terno escuro com uma gravata estampada de pequenos desenhos geométricos e uma camisa branca. No bolso do paletó, há um lenço dobrado de forma elegante. Muniz Falcão tem expressão séria e está olhando levemente para a direita, com o rosto iluminado por uma luz suave que destaca suas feições. Ele possui cabelos curtos e escuros, penteados para trás, e um bigode bem aparado. O fundo da imagem é liso e claro, sem distrações, o que direciona o foco totalmente para o retratado. | Partido Social Progressista PSP                  | 24 de janeiro de 1958   | 31 de janeiro de 1961                     | Governador eleito em sufrágio universal |
| 41                                                    | Luiz Cavalcante (1913–2002) | | União Democrática Nacional UDN                   | 31 de janeiro de 1961   | 31 de janeiro de 1966                     | Governador eleito em sufrágio universal |
| Quinta República Brasileira (1964-1985)               | | |                                                  |                         |                                           | |
| 42                                                    | João José Batista Tubino (1905–1982) | | Aliança Renovadora Nacional ARENA                | 31 de janeiro de 1966   | 15 de agosto de 1966                      | Interventor Federal |
| 43                                                    | Antônio Simeão de Lamenha Filho (1919–1997) | | Aliança Renovadora Nacional ARENA                | 15 de agosto de 1966    | 15 de março de 1971                       | Governador nomeado pela Assembleia Legislativa |
| 44                                                    | Afrânio Lages (1911–1990) | | Aliança Renovadora Nacional ARENA                | 15 de março de 1971     | 15 de março de 1975                       | Governador nomeado pela Assembleia Legislativa |
| 45                                                    | Divaldo Suruagy (1937–2015) | | Aliança Renovadora Nacional ARENA                | 15 de março de 1975     | 14 de agosto de 1978                      | Governador nomeado pela Assembleia Legislativa |
| 46                                                    | Ernandes Lopes Dorvillé (1919–1995) | | —                                                | 14 de agosto de 1978    | 14 de setembro de 1978                    | Governador interino Presidente do Tribunal de Justiça |
| 47                                                    | Geraldo Mello (1929–1999) | | Aliança Renovadora Nacional ARENA                | 14 de setembro de 1978  | 15 de março de 1979                       | Governador nomeado pela Assembleia Legislativa |
| 48                                                    | Guilherme Palmeira (1938–2020) | | Partido Democrático Social PDS                   | 15 de março de 1979     | 15 de março de 1982                       | Governador nomeado pela Assembleia Legislativa |
| 49                                                    | Teobaldo Vasconcelos (1929–1999) | | Partido Democrático Social PDS                   | 15 de março de 1982     | 15 de março de 1983                       | Vice-governador nomeado pela Assembleia Legislativa, assumiu em decorrência da renúncia do titular |
| 50                                                    | Divaldo Suruagy (1937–2015) | | Partido Democrático Social PDS                   | 15 de março de 1983     | 14 de maio de 1986                        | Governador eleito em sufrágio universal |
| Sexta República Brasileira (1985-presente)            | | |                                                  |                         |                                           | |
| 51                                                    | José de Medeiros Tavares (1932–2003) | | Partido Democrático Social PDS                   | 14 de maio de 1986      | 15 de março de 1987                       | Vice-governador eleito por voto direto, assumiu em decorrência da renúncia do titular |
| 52                                                    | Fernando Collor (1949–) | | Partido do Movimento Democrático Brasileiro PMDB | 15 de março de 1987     | 14 de maio de 1989                        | Governador eleito em sufrágio universal |
| 53                                                    | Moacir Andrade (1938–) | | Partido da Reconstrução Nacional PRN             | 14 de maio de 1989      | 15 de março de 1991                       | Vice-governador eleito por voto direto, assumiu em decorrência da renúncia do titular que concorreu à presidência da República |
| 54                                                    | Geraldo Bulhões (1938–2019) | | Partido Social Cristão PSC                       | 15 de março de 1991     | 1º de janeiro de 1995                     | Governador eleito em sufrágio universal |
| 55                                                    | Divaldo Suruagy (1937–2015) | | Partido do Movimento Democrático Brasileiro PMDB | 1º de janeiro de 1995   | 17 de julho de 1997                       | Governador eleito em sufrágio universal |
| 56                                                    | Manoel Gomes de Barros (Mano) (1944–) | | Partido Trabalhista Brasileiro PTB               | 17 de julho de 1997     | 1º de janeiro de 1999                     | Vice-governador eleito por voto direto, assumiu em decorrência da renúncia do titular |
| 57                                                    | Ronaldo Lessa (1949–) | | Partido Socialista Brasileiro PSB                | 1º de janeiro de 1999   | 1º de janeiro de 2003                     | Governador eleito em sufrágio universal |
| 57                                                    | Ronaldo Lessa (1949–) | 1º de janeiro de 2003 | Partido Socialista Brasileiro PSB                | 31 de março de 2006     | Governador reeleito em sufrágio universal | |
| 58                                                    | Luís Abílio (1946–2010) | | Partido Democrático Trabalhista PDT              | 31 de março de 2006     | 1º de janeiro de 2007                     | Vice-governador eleito por voto direto, assumiu em decorrência da renúncia do titular |
| 59                                                    | Teotônio Vilela Filho (1951–) | | Partido da Social Democracia Brasileira PSDB     | 1º de janeiro de 2007   | 1º de janeiro de 2011                     | Governador eleito em sufrágio universal |
| 59                                                    | Teotônio Vilela Filho (1951–) | 1º de janeiro de 2011 | Partido da Social Democracia Brasileira PSDB     | 1º de janeiro de 2015   | Governador reeleito em sufrágio universal | |
| 60                                                    | Renan Filho (1979–) | | Partido do Movimento Democrático Brasileiro PMDB | 1º de janeiro de 2015   | 1º de janeiro de 2019                     | Governador eleito em sufrágio universal |
| 60                                                    | Renan Filho (1979–) | 1º de janeiro de 2019 | Partido do Movimento Democrático Brasileiro PMDB | 2 de abril de 2022      | Governador reeleito em sufrágio universal | |
| 61                                                    | Klever Loureiro (1952–) | | sem partido                                      | 2 de abril de 2022      | 15 de maio de 2022                        | Governador interino, assumiu por ser o Presidente do Tribunal de Justiça, em função da renuncia do titular e do vice, até a eleição indireta de um novo governador |
| 62                                                    | Paulo Dantas (1979–) | | Movimento Democrático Brasileiro MDB             | 15 de maio de 2022      | 31 de dezembro de 2022                    | Governador eleito pela Assembleia Legislativa |
| 62                                                    | Paulo Dantas (1979–) | 1º de janeiro de 2023 | Movimento Democrático Brasileiro MDB             | atualmente              | Governador reeleito em sufrágio universal | |